# Robert Linderholm
| 10195 Nebraska      | 13 settembre 1996 |
| 10392 Brace         | 11 settembre 1997 |
| 11726 Edgerton      | 1º maggio 1998    |
| 14969 Willacather   | 28 agosto 1997    |
| 16750 Marisandoz    | 18 agosto 1996    |
| 19294 Weymouth      | 6 agosto 1996     |
| 19407 Standing Bear | 25 marzo 1998     |
| (20328) 1998 HS42   | 30 aprile 1998    |
| (23763) 1998 MP7    | 24 giugno 1998    |
| 24918 Tedkooser     | 10 marzo 1997     |
| (27909) 1996 TD11   | 14 ottobre 1996   |
| (28005) 1997 XC     | 1º dicembre 1997  |
| (31054) 1996 RT5    | 13 settembre 1996 |
| (33051) 1997 UF7    | 27 ottobre 1997   |
| (46670) 1996 NU     | 15 luglio 1996    |
| (48702) 1996 JE     | 6 maggio 1996     |
| 49109 Agnesraab     | 18 settembre 1998 |
| (52688) 1998 FL1    | 21 marzo 1998     |
| (53008) 1998 VY5    | 13 novembre 1998  |
| 66846 Franklederer  | 6 novembre 1999   |
| (70721) 1999 VD     | 1º novembre 1999  |
| (75057) 1999 VR4    | 7 novembre 1999   |
| (91598) 1999 TK13   | 11 ottobre 1999   |
| (129539) 1996 NO1   | 15 luglio 1996    |

Robert Linderholm (Seward, 19 ottobre 1933 – Cambridge, 6 luglio 2013) è stato un astronomo statunitense.
Il Minor Planet Center gli accredita la scoperta di ventiquattro asteroidi, effettuate tra il 1996 e il 1999.